# Lublaňská kotlina

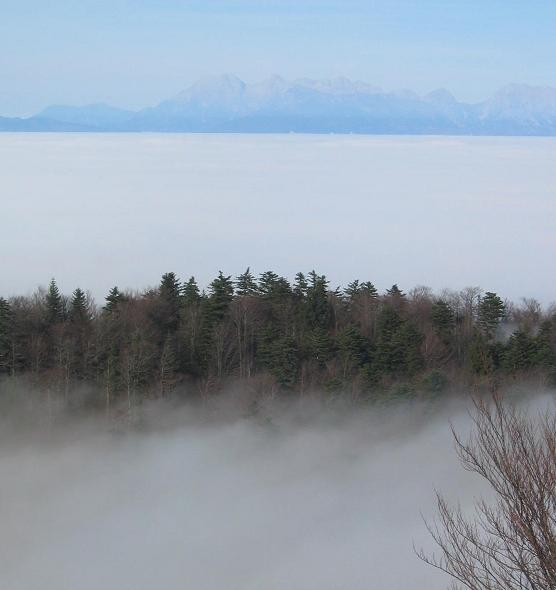
Lublaňská kotlina v mlze (pohled z Krimu od jihu směrem na sever)

Lublaňská kotlina (slovinsky Ljubljanska kotlina) je kotlina v horním povodí řeky Sávy. Je nejlidnatější oblastí ve Slovinsku a je metropolitní oblastí Lublaně. Žije zde asi půl milionů obyvatel. Její hlavní řeky jsou Sáva, Kamniška Bistrica a Lublaňka.

## Vymezení území
Na severozápadě sousedí s Julskými Alpami, na severu s pohořími Karavanky, Kamnicko-Savinjské Alpy, na východě leží Posávská vrchovina, na jihu Krimská vrchovina a na západě Polhograjská vrchovina. Svým severozápadním koncem přechází do Alp, jižním krajem v pohoří Dinárské hory.

## Města a městečka

Lublaňská kotlina v mlze, výhled na východ od kopce Javor.

- Lublaň
  - Brezovica
  - Škofljica
  - Ig
  - Vodice
  - Dobrova-Polhov Gradec
  - Medvode
- Kraň
  - Cerklje na Gorenjskem
  - Šenčur
  - Naklo
- Domžale
  - Trzin
  - Mengeš
  - Lukovica
  - Moravče
- Kamnik
  - Komenda
- Škofja Loka
  - Železniki
  - Žiri
- Vrhnika
- Grosuplje